# Dąbcze (osada leśna)
Dąbcze – osada leśna w Polsce położona w województwie wielkopolskim, w powiecie leszczyńskim, w gminie Rydzyna. 
W latach 1975–1998 miejscowość administracyjnie należała do województwa leszczyńskiego.
W gminie Rydzyna znajduje się wieś Dąbcze.